# Simon Scarrow
Simon Scarrow (Lagos (Nigéria), 3 de outubro de 1962) é um escritor nascido na Nigéria de origem britânica, de romances históricos. Ele é mais conhecido por sua série Eagles of the Empire de ficção militar romana ambientada nos territórios do Império Romano, cobrindo a segunda invasão da Grã-Bretanha. Ele é um autor best-seller número 1 do Sunday Times. Seus livros já venderam mais de 5 milhões de cópias.

## Biografia
Simon Scarrow nasceu na Nigéria e viveu em diversos lugares do mundo, como Hong Kong e Bahamas, antes de se mudar e se fixar na Grã-Bretanha. Ele sempre teve o  interesse por escrita e sua paixão por história começou na escola, em particular quando aprendeu sobre a Antiguidade com seus professores de Latim e História. Já viajou para países como Itália, Grécia, Turquia, Jordânia, Síria e Egito ao fazer pesquisas para seus romances históricos.
Scarrow completou um mestrado na Universidade da Ânglia Oriental depois de trabalhar na Receita Federal Britânica, e depois passou a ser professor.
Simon mora em Norfolk, Inglaterra com sua esposa Louise e seu cachorro. Além de escrever, Simon dá palestras sobre história e escrita em festivais. Seus interesses de lazer incluem esqui e mergulho.

## Obras

### SérieEagles of the Empire
1. Under the Eagle (2000) Pt: A Águia do Império (Saída de Emergência, 2009)
2. The Eagle's Conquest (2001) Pt: O Voo da Águia (Saída de Emergência, 2005)
3. When the Eagle Hunts (2002) Pt: As Garras Da Águia (Saída de Emergência, 2010)
4. The Eagle and the Wolves (2003) Pt: A Águia e os Lobos (Saída de Emergência, 2011)
5. The Eagle's Prey (2004) Pt: A Águia de Sangue (Saída de Emergência, 2010)
6. The Eagle's Prophecy (2005) Pt: A Profecia da Águia (Saída de Emergência, 2010)
7. The Eagle in the Sand (2006) Pt: A Águia no Deserto (Saída de Emergência, 2010)
8. Centurio (2007) Pt: Centurião (Saída de Emergência, 2010)
9. The Gladiator (2009) Pt: Gladiador (Saída de Emergência, 2011)
10. The Legion (2010) Pt: Legião (Saída de Emergência, 2012)
  - Blood Debt (2009, conto)
11. Praetorian (2011) Pt: Pretoriano (Saída de Emergência, 2018)
12. The Blood Crows (2013) Pt: Corvos Sangrentos (Saída de Emergência, 2014)
13. Brothers in Blood (2014) Pt: Irmãos de Armas (Saída de Emergência, 2015)
14. Britannia (2015) Pt: Britannia (Saída de Emergência, 2016)
15. Invictus (2016) Pt: Invictus (Saída de Emergência, 2017)
16. Day of the Caesars (2017) Pt: O Dia dos Césares (Saída de Emergência, 2018)
17. The Blood of Rome (2018) Pt: O Sangue de Roma (Saída de Emergência, 2019)
18. Traitors of Rome (2019) Pt: Traidores de Roma (Saída de Emergência, 2020)
19. The Emperor's Exile (2020) Pt: O Exílio do Imperador (Saída de Emergência, 2021)
20. The Honour of Rome (2021)

### SérieRevolution
1. Young Bloods (2006) Pt: Jovens Lobos (Saída de Emergência, 2009)
2. The Generals (2007) Pt: Os Generais (Saída de Emergência, 2009)
3. Fire and Sword (2009) Pt: A Ferro e Fogo (Saída de Emergência, 2010)
4. The Fields of Death (2010) Pt: Campos da Morte (Saída de Emergência, 2012)

### SérieGladiator
1. Gladiator: Fight for Freedom (2011) Br: Gladiador: Luta pela Liberdade (Rocco, 2011)
2. Gladiator: Street Fighter (2012) Br: Gladiador: Batalhas nas Ruas (Rocco, 2015)
3. Gladiator: Son of Spartacus (2013) Br: Gladiador: Filho de Spartacus (Rocco, 2016)
4. Gladiator: Vengeance (2014) Br: Gladiador: Vingança (Rocco, 2017)

### SérieRoman Arena
(com T. J. Andrews)

Também serve como uma certa prequela para a série Eagle pois aparecem os personagens Macro e Narcissus.
1. Arena (2013)

#### Novelas
1. Barbarian (2012)
2. Challenger (2012)
3. First Sword (2013)
4. Revenge (2013)
5. Champion (2013)

### SérieInvader
(com T. J. Andrews)
1. Invader (2016) Pt: Invasor (Saída de Emergência, 2021)

#### Novelas
1. Death Beach (2014)
2. Blood Enemy (2014)
3. Dark Blade (2014)
4. Imperial Agent (2015)
5. Sacrifice (2015)

### Série Pirata
(com T. J. Andrews)
1. Pirata (2019) Pirata (Saída de Emergência, 2020)

#### Novelas
1. The Black Flag (2019)
2. The Gates of Stone (2019)
3. Hunters of the Sea (2019)
4. Sea of Blood (2019)
5. The Pirate Chief (2019)

### Livros isolados
1. The Sword and the Scimitar (2012) Pt: Espada e Cimitarra (Saída de Emergência, 2013)
2. Hearts of Stone (2015) Pt: Corações de Pedra (Saída de Emergência, 2017)
3. Playing With Death (2018) (com Lee Francis) Pt: Brincar com a Morte (Saída de Emergência, 2018)
4. Blackout